# 帕德什嶺

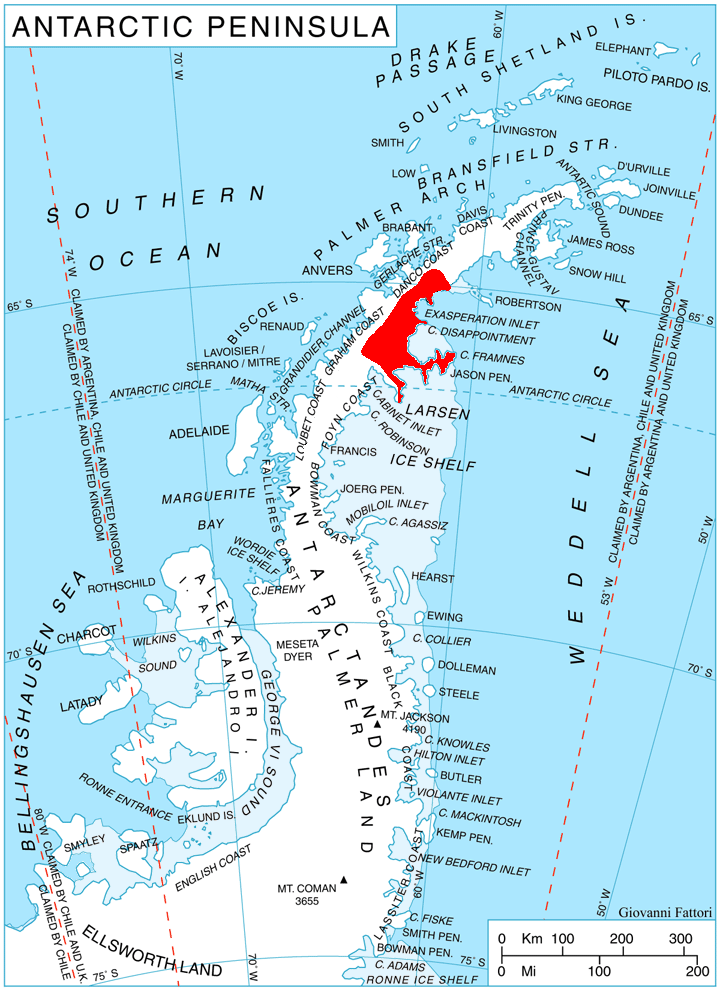

65°36′00″S 62°14′40″W / 65.60000°S 62.24444°W
帕德什嶺是南極洲的山嶺，位於葛拉漢地，長12.7公里、寬2.2公里，最高點是海拔高度高度910米的巴林山，以保加利亞西南部的鄉鎮命名。

## 外部連結
- Padesh Ridge. （页面存档备份，存于） SCAR Composite Antarctic Gazetteer.